# Architecture of Storms
Architecture of Storms ist ein Jazzalbum von Remy Le Boeuf’s Assembly of Shadows. Die 2019 und 2021 im Oktaven Audio, Mount Vernon, bzw. im Big Orange Sheep Studio, Brooklyn, entstandenen Aufnahmen erschienen am 5. November 2021 auf Sound Spore Records.

## Hintergrund
Architecture of Storms ist das zweite Album der Bigband Assembly of Shadows des Altsaxophonisten Remy Le Boeuf. Das Album ist die Fortsetzung des zweifach Grammy-nominierten gleichnamigen Debüts der Gruppe aus dem Jahr 2019. 30 (!) Musiker stehen auf der Besetzungsliste; zu den Solisten der Großformation gehören u. a. der Trompeter Mike Rodriguez, der Tenorsaxophonist Dayna Stephens und die Posaunistin Natalie Cressman; die Rhythmusgruppe bilden die Pianistin Martha Kato, der Bassist Matt Aronoff und der Schlagzeuger Peter Kronreif.
Remy Le Boeuf kommentierte den Bandnamen „Assembly of Shadows“ als Metapher, die ausdrücken würde, dass etwas aus der „Abwesenheit von etwas“ – also Schatten – geschaffen werden kann. In Architecture of Storms verwende Le Boeuf eine weitere Metapher, die „des schlechten Wetters als verlorene Liebe“, eine Idee, die von der Texterin Sara Pirkle und der Sängerin Julia Easterlin im Titelstück ausgedrückt wird, notierte John McDonough.

## Titelliste
- Remy Le Boeuf: Architecture of Storms (Sound Spore Records)[3]

1. Neener Neener 6:37
2. Minnesota, WI 5:09
3. The Melancholy Architecture of Storms 4:13
4. Face Value 5:57
5. Union 5:39
6. Sibbian 9:48
7. Secondhand Smile 6:37
8. Bring Me There 5:25
9. Rumpus 5:52

Alle Kompositionen wurden von Remy Le Boeuf geschrieben, außer „Minnesota, WI“ von Justin Vernon (arrangiert von Remy Le Boeuf) und „The Melancholy Architecture of Storms“ von Remy Le Boeuf und Sara Pirkle.
Die Tracks 1, 2, 5–8 wurden vom 6. bis 7. März 2019 bei Oktaven Audio, Mt. Vernon, NY aufgenommen. Die Tracks 3, 4, 9 sowie Overdubs wurden am 1. April und 6. Mai 2021 im Big Orange Sheep Studio in Brooklyn eingespielt.

## Rezeption und Auszeichnungen
Matt Collar verlieh dem Album in Allmusic viereinhalb Sterne und schrieb, Architecture of Storms sei eine mitreißende Produktion, die Le Boeufs kinetische Improvisationsweise und seine stark strukturierten kompositorischen Fähigkeiten zur Geltung bringe; es zeige einmal mehr dessen progressive Herangehensweise an modernen kreativen Jazz. Le Boeuf sei ein raffinierter Solist, dessen dynamisch einnehmende Kompositionen und Arrangements auch von seiner Wahl der Bandkollegen profitieren würden. Architecture of Storms sei ein Album mit schillerndem, nuanciertem und kreativem Jazz, das filmische Landschaften heraufbeschwöre.
Nach Ansicht von Angelo Leonardi, der das Album in All About Jazz rezensierte, sei Remy Le Boeuf einer der aufstrebenden Namen auf dem Gebiet des Arrangements und Dirigierens von Orchestern. Nach dem überraschenden Banddebüt Assembly of Shadows im Jahr 2019 würde der Saxophonist und Bandleader mit seinem in Anzahl und Qualität der Einzelkomponenten gestärkten Orchester zurückkehren.
Thomas Conrad schrieb in JazzTimes, nach den zwei Grammy-Nominierungen für das erste Album der Gruppe wäre es nicht verwunderlich, wenn dieses Album noch mehr solcher Anerkennung erfahren würde. Es stelle [auch in anderer Hinsicht] einen „großen“ Rekord dar: in Anspruch, Umfang [des Ensembles] und Schwierigkeitsgrad. Es gebe so viele bewegliche Teile in einem Le-Boeuf-Arrangement und so viel dröhnende Energie, dass der Effekt übertrieben klingen könnte, doch der Komponist würde alle Details im Auge behalten. Kaleidoskopisch passe letztlich alles zusammen.
John McDonough schrieb im Down Beat, das Album wirke wie eine „Prozession“ verschiedener Ensembles, Farbtöne und Stimmungen. Sie würden im Moment angenehm klingen, blieben aber anschließend nicht in der Erinnerung. Sie präsentierten Le Boeufs leichtes, nüchternes Altsaxophon und andere Solisten in üppigen Orchestrierungen, die weder ganz jazzig noch klassisch seien. Je nachdem, von welcher Seite man es betrachten möchte, nehme Le Bouef ähnlich wie Igor Strawinsky, Aaron Copeland und George Gershwin in den 1920er-Jahren Anleihen beim Jazz, oder er erinnere an die Art und Weise, wie sich Jazzmusiker in den 1950er-Jahren von ihren gewohnten Formen abwandten, um sich klassische Modi zu entleihen und das Third-Stream-Genre zu erschaffen. Auch wenn Le Boeufs thematische Absichten ungenau blieben, sei seine handwerkliche Leistung beeindruckend, vielfältig und raffiniert. Das übergroße Orchester verarbeite das Material mit absoluter Souveränität.
Für das Stück „Minnesota, WI“ erhielt Remy Le Boeuf eine Nominierung für die Grammy Awards 2023 in der Kategorie „Bestes Arrangement, Instrumental oder A Cappella“.